# Київський академічний театр юного глядача на Липках
Київський академічний театр юного глядача́ (Київський ТЮГ, Київський театр юного глядача на Липках) — академічний театр юного глядача в Києві, найстаріша театральна сцена міста для глядачів дитячого віку.

## Хронологія назв та адрес
Сучасна адреса театру — київська вул. Липська, буд. 15/17 — будівля, яка була спеціально зведена під театр. Має  дві сцени та глядацькі зали, на 408 та 80 місць, відповідно.
Розпочав роботу театр 1924 року у приміщенні колишнього Педагогічного музею (вул. Володимирська, буд. 57), потім давав вистави в залі «Інтимного театру», 1926—36 — в колишньому кінотеатрі «Роте фане» (нині Хрещатик, буд. 36), 1936—41 — у колишньому приміщенні (не збереглось) оперети Ливського, у 1948—54 роки — на Маловасильківській (нині Шота Руставелі).
Серед назв Київського театру юного глядача — Державний театр для дітей ім. І. Я. Франка, Київський державний ордена Трудового Червоного Прапора театр юного глядача імені Ленінського комсомолу.

## Історія
Київський академічний театр юного глядача на Липках був заснований 1924 року Олександром Соломарським та Іриною Дєєвою, композитором І. Віленським як Державний театр для дітей ім. І. Я. Франка; літературною частиною завідував О. Корнійчук. Перша прем'єра — «Мауглі» за Р. Кіплінгом — відбулася 8 листопада.
З театром співпрацювали найвидатніші майстри українського мистецтва — А. Бучма, В. Татлін, А. Лундін, В. Вільнер, К. Кошевський, Б. Вершилов, М. Фореггер, Меллер, і навіть К. Станіславський, який брав участь у постановці «Синього птаха» М. Метерлінка.
Поставлені в період від 1924 до 1941 року, такі вистави, як «Мауглі» Р. Кіплінга, «Соловей» Г.-К. Андерсена, «Хо» Я. Мамонтова, «Платон Кречет» О. Корнійчука, «Ревізор» та «Одруження» М. Гоголя, «Сорочинський ярмарок» за М. Гоголем, «Юність Тараса» В. Суходольського, «Шахерезада» Д. Огнева, «Дон Кіхот» М. Сервантеса, «Недоросток» Д. Фонвізіна, «Сава Чалий» І. Карпенка-Карого, «Вільгельм Телль» Ф. Шіллера, «Шевченківський ранок» В. Чаговця, «Міщанин у дворянстві» та «Витівки Скапена» Ж.-Б. Мольєра, «Синій птах» М. Метерлінка, «Горбоконик» П. Єршова, «Дохідне місце» О. Островського, «Дитинство» та «Міщани» М. Горького й інші, стали гордістю й окрасою Київського ТЮГу; вони продемонстрували жанрове розмаїття репертуару і новаторство пошуків, завоювань та звершень, заклали традиції акторського та режисерського мистецтва даного колективу, які гідно розвиватимуть і помножуватимуть талановиті представники Київського театру юного глядача у своїй подальші творчій діяльності.
Після II Світової війни такі режисери, як В. Довбищенко, О. Соломарський, а далі О. Барсегян, Д. Чайковський, В. Пацунов, В. Судьїн, М. Мерзликін, В. Бугайов, художник М. Френкель поступово виводили театр на рівень високого професіоналізму, що було позначено новаторськими та експериментальними пошуками, знахідками і відкриттями.
У різні роки театр носив ім'я: І. Франка, М. Горького, Ленінського комсомолу. За виставу «Молода гвардія» 1966 року театр було нагороджено всесоюзною премією Ленінського комсомолу і вручено золоту медаль Лауреата № 002. У 1974 році установа була удостоєна орденом Трудового Червоного Прапора. Театр здійснював активну гастрольну діяльність республіками Радянського Союзу та за кордоном.
Починаючи від 1954 року Київський театр юного глядача розмістився в історичній місцині столиці України — на Липках на Печерську.
В період 1990—2000-і років колектив театру не раз ставав переможцем і лауреатом різноманітних фестивалів і театральних оглядів. Так, 1993 року вистава «Коломбіна, П'єро, Арлекін», 1999-го — «Пригоди Тома Сойєра», а 2001-го — «Лис Микита» здобували театральну премію «Київську Пектораль», як найкращі вистави для дітей, а 2002 року вистава «Вовки та…» була відмічена цією ж премією за найкращий режисерський дебют. У 2004 році вистава «Серце П'єро» перемогла на VI Московському міжнародному телевізійно-театральному фестивалі в номінації «За високу сценічну культуру». У 2007 році Київський академічний театр юного глядача на Липках брав участь у театральному конкурсі «Від античності до сучасності», що відбувався у рамках міжнародного фестивалю «Боспорські агони» (м. Євпаторія) і отримав «Спеціальний приз журі» за виставу «Химера».
Театр орієнтується на три категорії глядачів — дітей, молоді і старшого покоління. Друга половина 2000-х років) репертуар театру складався з понад 30 вистав, що репрезентували широку класичну та сучасну літературу — В. Шекспір, Ж-Б. Мольєр, П-О. Бомарше, А. Чехов, В. Набоков, І. Франко, О. Олесь, М. Гоголь, М. Твен, брати Грімм, А. Ліндгрен, О. Генрі, Леся Українка, Лопе де Вега. Театр активно гастролював країною, у тому числі і в так званих «обмінних гастролях».
У 2004 році театру було присвоєно високий статус «академічного».
У 2006 році вистава київських тюгівців «Лісова пісня» номінувалась на здобуття Національної премії України імені Тараса Шевченка.

## Персоналії театру
Художні керівники
- Гирич Віктор Сергійович (з 1991 — головний режисер та художній керівник, згодом (до 2021-го) — директор-художній керівник театру)[3].
- Жила В'ячеслав В'ячеславович (2021–2023)
- Кривенко Марія Євгенівна, в.о. директора-художнього керівника (з 1 лютого 2023)

Трупа театру
У різний час в театрі працювали багато відомих і популярних акторів та режисерів, серед яких є нині задіяні (за алфавітом, в дужках вказані дати служби):
- Демочко Марія Олексіївна (2017 — 2022)
- Іванов Ігор Вікторович (з 2011)
- Ігнатенко Людмила Сергіївна (1970 — 2025) (заслужена артистка УРСР)
- Кучера Сергій Олександрович (з 2009)
- Чайковська Валерія Вікторівна (народна артистка України)

## Репертуар театру
- 1924, 8 листопада — «Мауглі» за Редьярдом Кіплінгом
- 2019, 7 березня — «Ідеальний чоловік» за однойменною п'єсою Оскара Уайльда; реж. Костянтин Дубінін
- 2019, 12 березня — «Інцидент» Ніколаса Байєра; реж. Наталія Кудрявцева (мала сцена)
- 2019, 27 квітня — «Бережіть Флорес» за мотивами п'єси «Дивна пара» Ніла Саймона; реж. Максим Михайліченко[4][5]
- 2019, 5 червня — «Кураж» («Хроніка часів Тридцятилітньої війни») за мотивами п'єси «Матінка Кураж та її діти» Бертольта Брехта; реж. Олексій Скляренко[6]
- 2019, 4 жовтня — «Кіт у чоботях» за казкою Шарля Перро; реж. Максим Михайліченко
- 2020, 31 січня — «Хлопчик із бляшанки» Крістіна Нестлінґера; реж. Артур Артіменьєв
- 2020, 5 вересня — «Навіжена» за пьесою О. Степнової; реж. Костянтин Дубінін
- 2020, 9 жовтня — «Запозичте тенора, або Зірковий час» Кена Людвига; реж. Віктор Гирич
- 2021, 24 вересня — «Круті віражі» Еріка Ассу; реж. Артур Артіменьєв
- 2021, 30 листопада — «‎Просто хочеться жити» (вербатим); реж. Слава Жила (соціальний проєкт)[7]
- 2021, 21 грудня — «Легенди Бахчисарая» за мотивами кримськотатарських казок «Подорожні», «Ложка солі», «Місто сімдесяти ремесел», «Заповіт гончара»; реж. Ахтем Сеітаблаєв[8][9][10][11][12]
- 2022, 21 січня — «Називай мене Пітер» Яна Фрідріха; реж. Давид Петросян (поновлення вистави 2016 року)[13][14][15]
- 2022, 29 січня — «The City Was There» за мотивами оповідання «Дивне Диво», сцен з повісті «Кульбабове вино» та «451 градус за Фаренгейтом» Рея Бредбері; реж. Алекс Боровенський[16][17]
- 2022, 18 лютого — «Аутсайдери» за мотивами творів Пелевіна та Орвелла; реж. Олег Мельничук[18]

## Галерея

Головна глядацька зала
Фоє
Буфет